# Alpaida
Genre
Synonymes
- Parepeira Mello-Leitão, 1933
- Pickardiana Mello-Leitão, 1943
- Subaraneus Caporiacco, 1948
- Lariniacantha Archer, 1951
- Subedricus Caporiacco, 1954

Alpaida est un genre d'araignées aranéomorphes de la famille des Araneidae.

## Distribution
Les espèces de ce genre se rencontrent en Amérique.

## Liste des espèces
Selon World Spider Catalog (version 26, 06/04/2025) :
- Alpaida acuta (Keyserling, 1865)
- Alpaida albocincta (Mello-Leitão, 1945)
- Alpaida almada Levi, 1988
- Alpaida alticeps (Keyserling, 1879)
- Alpaida alto Levi, 1988
- Alpaida alvarengai Levi, 1988
- Alpaida amambay Levi, 1988
- Alpaida anchicaya Levi, 1988
- Alpaida angra Levi, 1988
- Alpaida antonio Levi, 1988
- Alpaida arvoredo Buckup & Rodrigues, 2011
- Alpaida atomaria (Simon, 1895)
- Alpaida audiberti Dierkens, 2014
- Alpaida banos Levi, 1988
- Alpaida batman Baptista, Castanheira & Schinelli, 2025
- Alpaida biasii Levi, 1988
- Alpaida bicornuta (Taczanowski, 1878)
- Alpaida bischoffi Levi, 1988
- Alpaida boa Levi, 1988
- Alpaida boraceia Levi, 1988
- Alpaida cachimbo Levi, 1988
- Alpaida cali Levi, 1988
- Alpaida calotypa (Chamberlin, 1916)
- Alpaida canela Levi, 1988
- Alpaida canoa Levi, 1988
- Alpaida capixaba Baptista, Castanheira & Schinelli, 2025
- Alpaida caramba Buckup & Rodrigues, 2011
- Alpaida carminea (Taczanowski, 1878)
- Alpaida chaco Levi, 1988
- Alpaida championi (O. Pickard-Cambridge, 1889)
- Alpaida chapada Levi, 1988
- Alpaida chickeringi Levi, 1988
- Alpaida cisneros Levi, 1988
- Alpaida citrina (Keyserling, 1892)
- Alpaida clarindoi Nogueira & Dias, 2015
- Alpaida coati Baptista, Castanheira, do Prado & Assunção-Oliveira, 2025
- Alpaida conica O. Pickard-Cambridge, 1889
- Alpaida constant Levi, 1988
- Alpaida coroico Levi, 1988
- Alpaida costai Levi, 1988
- Alpaida cuiaba Levi, 1988
- Alpaida cuyabeno Levi, 1988
- Alpaida darlingtoni Levi, 1988
- Alpaida deborae Levi, 1988
- Alpaida delicata (Keyserling, 1892)
- Alpaida dominica Levi, 1988
- Alpaida eberhardi Levi, 1988
- Alpaida elegantula (Archer, 1965)
- Alpaida ericae Levi, 1988
- Alpaida erythrothorax (Taczanowski, 1873)
- Alpaida gallardoi Levi, 1988
- Alpaida gracia Levi, 1988
- Alpaida graphica (O. Pickard-Cambridge, 1889)
- Alpaida grayi (Blackwall, 1863)
- Alpaida guimaraes Levi, 1988
- Alpaida gurupi Levi, 1988
- Alpaida guto Abrahim & Bonaldo, 2008
- Alpaida haligera (Archer, 1971)
- Alpaida hartliebi Levi, 1988
- Alpaida hoffmanni Levi, 1988
- Alpaida holmbergi Levi, 1988
- Alpaida iguazu Levi, 1988
- Alpaida imperatrix Baptista, Castanheira & do Prado, 2018
- Alpaida imperialis Baptista, Castanheira & do Prado, 2018
- Alpaida iquitos Levi, 1988
- Alpaida itacolomi Santos & Santos, 2010
- Alpaida itapua Levi, 1988
- Alpaida itauba Levi, 1988
- Alpaida jacaranda Levi, 1988
- Alpaida jequitiba Baptista, Castanheira & Oliveira, 2025
- Alpaida kartabo Levi, 1988
- Alpaida keyserlingi Levi, 1988
- Alpaida kochalkai Levi, 1988
- Alpaida latro (Fabricius, 1775)
- Alpaida leucogramma (White, 1841)
- Alpaida levii Saturnino, Rodrigues & Bonaldo, 2015
- Alpaida linhares Baptista, Castanheira & Wermelinger-Moreira, 2025
- Alpaida lomba Levi, 1988
- Alpaida losamigos Deza & Andía, 2014
- Alpaida lubinae Levi, 1988
- Alpaida machala Levi, 1988
- Alpaida madeira Levi, 1988
- Alpaida manicata Levi, 1988
- Alpaida marista Baptista, Castanheira & do Prado, 2018
- Alpaida marmorata (Taczanowski, 1873)
- Alpaida marta Levi, 1988
- Alpaida mato Levi, 1988
- Alpaida mendensis Baptista, Castanheira & do Prado, 2018
- Alpaida moata (Chamberlin & Ivie, 1936)
- Alpaida moka Levi, 1988
- Alpaida monzon Levi, 1988
- Alpaida morro Levi, 1988
- Alpaida muco Levi, 1988
- Alpaida murtinho Levi, 1988
- Alpaida nadleri Levi, 1988
- Alpaida nancho Levi, 1988
- Alpaida narino Levi, 1988
- Alpaida natal Levi, 1988
- Alpaida navicula (L. Koch, 1871)
- Alpaida negro Levi, 1988
- Alpaida nigrofrenata (Simon, 1895)
- Alpaida niveosigillata (Mello-Leitão, 1941)
- Alpaida nonoai Levi, 1988
- Alpaida octolobata Levi, 1988
- Alpaida oliverioi (Soares & Camargo, 1948)
- Alpaida orgaos Levi, 1988
- Alpaida oyapockensis Dierkens, 2014
- Alpaida pedro Levi, 1988
- Alpaida penca Deza & Andía, 2014
- Alpaida picchu Levi, 1988
- Alpaida pretiosa Baptista, Castanheira & Wermelinger-Moreira, 2025
- Alpaida quadrilorata (Simon, 1897)
- Alpaida queremal Levi, 1988
- Alpaida regua Baptista, Castanheira, Schinelli & Assunção-Oliveira, 2025
- Alpaida rioja Levi, 1988
- Alpaida rosa Levi, 1988
- Alpaida rossi Levi, 1988
- Alpaida rostratula (Keyserling, 1892)
- Alpaida rubellula (Keyserling, 1892)
- Alpaida sandrei (Simon, 1895)
- Alpaida santosi Levi, 1988
- Alpaida schneblei Levi, 1988
- Alpaida scriba (Mello-Leitão, 1940)
- Alpaida septemmammata (O. Pickard-Cambridge, 1889)
- Alpaida serrana Baptista, Castanheira & Oliveira, 2025
- Alpaida sevilla Levi, 1988
- Alpaida silencio Levi, 1988
- Alpaida simla Levi, 1988
- Alpaida sobradinho Levi, 1988
- Alpaida sooretama Baptista, Castanheira & do Prado, 2025
- Alpaida sulphurea (Taczanowski, 1873)
- Alpaida sumare Levi, 1988
- Alpaida tabula (Simon, 1895)
- Alpaida taquara Castanheira & Baptista, 2025
- Alpaida tayos Levi, 1988
- Alpaida teresinha Braga-Pereira & Santos, 2013
- Alpaida thaxteri Levi, 1988
- Alpaida tijuca Levi, 1988
- Alpaida toninho Braga-Pereira & Santos, 2013
- Alpaida tonze Santos & Santos, 2010
- Alpaida trilineata (Taczanowski, 1878)
- Alpaida trispinosa (Keyserling, 1892)
- Alpaida truncata (Keyserling, 1865)
- Alpaida tullgreni (Caporiacco, 1955)
- Alpaida tuonabo (Chamberlin & Ivie, 1936)
- Alpaida turrigera (Schenkel, 1953)
- Alpaida uropygialis (Mello-Leitão, 1944)
- Alpaida urucuca Levi, 1988
- Alpaida utcuyacu Levi, 1988
- Alpaida utiariti Levi, 1988
- Alpaida vanzolinii Levi, 1988
- Alpaida variabilis (Keyserling, 1864)
- Alpaida venger Castanheira & Baptista, 2015
- Alpaida veniliae (Keyserling, 1865)
- Alpaida vera Levi, 1988
- Alpaida versicolor (Keyserling, 1877)
- Alpaida wenzeli (Simon, 1898)
- Alpaida weyrauchi Levi, 1988
- Alpaida yanayacu Saturnino, Rodrigues & Bonaldo, 2015
- Alpaida yotoco Levi, 1988
- Alpaida yucuma Levi, 1988
- Alpaida yungas Levi, 1988
- Alpaida yuto Levi, 1988

## Systématique et taxinomie
Ce genre a été décrit par O. Pickard-Cambridge en 1889.
Parepeira, Subaraneus, Lariniacantha et Subedricus ont été placés en synonymie par Levi en 1976.
Pickardiana a été placé en synonymie par Levi en 1988.

## Publication originale
- O. Pickard-Cambridge, 1889 : « Arachnida. Araneida. » Biologia Centrali-Americana, Zoology, London, vol. 1, p. 1-56 (texte intégral).